# Нови Искър (район)
Вижте пояснителната страница за други значения на Нови Искър.
„Нови Искър“ е един от общо 24-те административни района към Столична община. Административен център на район „Нови Искър“ е град Нови Искър.

## География
Районът е вторият по територия (след район Панчарево) измежду 24-те столични района. Той е разположен на площ от общо 220 000 дка. Обработваемата земя в район „Нови Искър“ е 150 000 дка, което го прави най-земеделския район в Столична община. Населението му е 27 323 жители. Включва населените места:
- град Нови Искър (с кварталите Славовци, Военни жилища, Кумарица, Курило, Изгрев, Гниляне) и
- селата Мировяне, Кътина, Доброславци, Житен, Балша, Подгумер, Войнеговци, Локорско, Кубратово, Световрачене, Негован и Чепинци.

## История
Селищата от днешния столичен район „Нови Искър“ са възникнали върху дъното на голямо езеро, което е в пределите на Софийското поле. Историческите извори сочат, че 5000 години пр.н.е. там е имало живот, за което свидетелстват тракийските селищни могили в днешните села Негован, Световрачане и Чепинци.
Трайни следи са оставили римляните. Главният път – Трояновият, през 1 и 2 век е минавал в подножието на Стара планина край днешния град Нови Искър.
В турските данъчни регистри от началото на 15 век голяма част от днешните селища от столичния район „Нови Искър", са записани с днешните си имена – факт, който неоспоримо показва, че те са съществували като селищни образувания още по времето на Второто българско царство.

### Балша
В праисторическа легенда се разказва, че Софийската котловина била залята от езеро, чиито води стигали до полите на Стара планина и Витоша. По това време три сестри се омъжили в различни селища, които били кръстени на младите жени – Балша, Яна и Бояна.
Друга легенда разказва, че с. Балша носи името на местен болярин, който бил основния спомоществовател на църквата в селото и намиращия се над него манастир „Св. Теодор Стратилат“. Село Балша е родното място на големия български родолюбец Иван Денкоглу.
Първата обществена сграда в селото е училищната, построена през 1912 г.

### Войнеговци
Сведения за селото черпим от историческите извори и изследвания, които по неоспорим начин доказват, че в праисторическо време е било населено от славяни. Това показват изследванията в областта на топономията: „Карпузов рът“, „Ръждавица“, „Голямата“ и „Малката падина“. Преди завладяването на тукашните земи от османските войски, край селото имало 2 манастира, които са били разрушени. В с. Войняговци фолклористи са записали над 300 народни песни, в които народният гений е възпял хайдутите, бродили в горите, опасали селото като защитен пояс. Има някои податки и загатвания, че днешното село Войнеговци е заселено от изселници от Войнягово, някъде в средата или третата четвърт на XVI в. Тогава е обновен манастира „Св. Димитър“ (Подгумерски манастир) в близост до землището на Войнеговци, като се предполага, че манастирът е основан през XIII век, а от запазен надпис над вратата на манастирската църква личи годината 1597 – вероятно годината на обновяването на храма от преселниците от Войнягово, тъй като св. Димитър е светията покровител на Войнягово и патрон на църквата му открай време (развалините на т.нар. Димитрова черква до селото най-грубо могат да се датират в ХІІ в.).

### Доброславци
За възникването на с. Доброславци сведенията са оскъдни. В записана местна легенда се казва, че първото име на селото е Пъшлево. Една циганка временно се установила в него. Изключителното гостоприемство на хората от селището трогва сърцето ѝ и тя го именува Доброславци, което ще рече, че жителите на селото занапред ще се славят с добро. В друга легенда етимологията на името се свързва със заселването на дубровнишки търговец, който съградил ханче в селското землище. За пръв път с. Доброславци се споменава в турски протоколни регистри на софийските кадии от 16 – 19 век. През 1875 г. отец Велко Минков открива килийно училище в Доброславци, в което започват да се учат селските деца.

### Житен
Първото заселване в землището на с. Житен е станало през 1712 г. в местността Гергьовски кръст. Селото е било наречено Могилка. По време на една от чумните епидемии, селото се затрило. Останал само родът на Глухчината, който се заселил между р. Блато и Крива река. Бързо се замогнал, а челядта му се умножила. Всички започнали да го наричат Житара. Днес в с. Житен все още съществува Глухчина махала, в която живеят потомци на стария Глухчината или Житара. През 13 век в с. Житен е построен манастир, който по време на едно от турските безчинства бива опожарен. Възстановен е през 1880 г. След време започва отново да се руши, има изготвен проект за неговото ново въздигане.

### Кубратово
Първоначално селото е носело името Куманиче. Появилата се през 11 век чума, принуждава жителите да се заселят в Лозенската планина. Съществува местност, която се нарича „Куманичките кошари“. След около половин век, родствениците на първите куманичени се връщат в родната земя. В началото на 15 век, селото се преименува на Кумандже, но в края на века и в 16 век продължава да носи първото си име Куманиче. Интересен е фактът, че през 1859 – 1860 година жителите на селото събират средства, които предоставят на Софийската света митрополия за построяването на катедралния храм „Св. Неделя“ в столицата. В първата половина на 20 век, селото се преименува на Кубратово.

### Кътина
Сведения за селото има в турските регистри от 1440 г. В една легенда се разказва, че около първи век от новата ера една юначна жена довела своите съселяни по тукашните земи. Тя носела името Катина. Християнските светилища, каменни кръстове и могили, ни навеждат на мисълта, че в землището на с. Кътина са живели хора, които са били изключително религиозни. Най-голямата забележителност са Кътинските пирамиди, които представляват скални образования с причудливи форми.

### Локорско
Според чешките археолози – братята Шкорпил, с. Локорско е съществувало в каменната епоха. В изследователския си труд „Могили“, археолозите дават списък на сечивата, намерени в землището на селото. В една тракийска легенда, Локорско се разкрива като селище, което е разположено в най-слънчевата страна на планината. Така че от праисторическо време, Локорско се е сгушило в южния заслон на Стара планина.

### Мировяне
Селото е именувано на местния чифликчия Яне Миров. Запазената тракийска надгробна могила навежда на мисълта, че тук са живели траки. Днес най-старата сграда в Мировяне е църквата „Св. Троица“, съградена през 1871 г. В селото има красив парк, спортно-информационен център и читалище. Село Мировяне е родното място на футболния стратег Димитър Пенев и футболиста Любослав Пенев.

### Негован
От 1886 г. жителите на селото, славят името на Пресвета Богородица. Така че всяка година на 8 септември в църквата „Св. Николай Мирликийски“ се сбира мало и голямо. Черкува се, след което започва събора.
Една от най-големите забележителности на Негован са останките от римска крепост и светилище, които датират от 240 година. Светилището е изградено в чест на римския император Гордиан III. Върху една от плочите на светилището има надпис на старогръцки език. Той е вписан в националния регистър на древните надписи. Днес на мястото на римското светилище е изграден параклиса „Света Богородица“.

### Подгумер
В 5 век пр.н.е. в околностите на селото са живели тракийски племена, наречени тери и тилатеи. Историческите следи на селото се губят столетия, за да се появят отново между 11 и 13 век, когато в околностите на софийско нахлуват племената татари, узи, кумани, печенеги, брендеи и др. И днес една от махалите в селото се нарича Татарската. Според едно предание, първият заселник се казвал Гумер, който се установил на най-високото място в полите на планината. По-късно тук се заселили и други хора, които се наричали „пришълци“. Така се създало името на с. Подгумер от "под" и "Гумер". Жителите на селото са били христолюбиви люде. За това свидетелства Подгумерският манастир, в който често отсядъл Васил Левски. От 1892 г. до 1946 г. децата от селото са се учили на четмо и писмо в преустроения турски хамбар.

### Световрачене
Първите сведения за селото са от 1450 г. То било изградено в местността Зад църквище, в която имало Света обител. В нея живеели двама братя, наричани врачове. Те лекували с извиращата в околността вода. Били канонизирани като Свети врачове, от където дошло името на селото – Световрачене. В началото на 19 век, заселниците изоставили местността Зад църквище и се установили до мястото на днешната железопътна гара. След едно от големите наводнения се преместило по на изток. Сред забележителностите на с. Световрачене е тракийската могила.

### Чепинци
Първият писмен документ, от който черпим сведения за селото, е от 1446 г. Село Чепинци е създадено в края на 12 и началото на 13 век. Тукашните жители са били вярващи християни. Доказателство за това е съграденият от тях манастир „Три Светители“, в който е имало братство от 20 монаси. При един от турските набези монасите избягали и се установили в манастира „Седемте престола“, намиращ се в Искърското дефиле. По време на Възраждането местното население не остава встрани от общия реформаторски дух. Кумаричани с цената на много злато измолили решение за построяването на църква. Хора от селищата помогнали за построяването и изографисването на Курилския манастир. В началото на 19 в. там било открито килийно училище, а по-късно такова възникнало и в Кумарица.
В началото на 20 в. с построяването на множество фабрики и заводи, Курило, което е основният квартал на днешния град Нови Искър, започва да се развива като промишлено селище. За това спомагат също така и географското положение, наличието на работна ръка и близостта до железопътна артерия. Всички тези фактори допринасят за разрастване на отделните селища и през 1974 г. те са обединени и провъзгласени за град с името на едноименната река Искър.

## Население
Общият брой на населението на район „Нови Искър“ (27 323) е разделено по населени места както следва (към 2022 г.):
- гр. Нови Искър – 13 595 души
- с. Балша – 656 души
- с. Войнеговци – 592 души
- с. Доброславци – 1044 души
- с. Житен – 609 души
- с. Кубратово – 644 души
- с. Кътина – 1093 души
- с. Локорско – 619 души
- с. Мировяне – 1466 души
- с. Негован – 1489 души
- с. Подгумер – 751 души
- с. Световрачене – 2328 души
- с. Чепинци – 2437 души

### Етнически състав
Преброяване на населението през 2011 г.
Численост и дял на етническите групи според преброяването на населението през 2011 г.:
|                     | Численост | Дял (в %) |
| Общо                | 28 991    | 100.00    |
| Българи             | 26 634    | 91.86     |
| Турци               | 134       | 0.46      |
| Цигани              | 235       | 0.81      |
| Други               | 67        | 0.23      |
| Не се самоопределят | 98        | 0.33      |
| Неотговорили        | 1823      | 6.28      |

## Управление
Като част от Столична община, район „Нови Искър“ се управлява от кмета на Столичната община, от 61 съветници в Столичния общински съвет, както и от районния кмет на район „Нови Искър“ Владислав Владимиров . Той е избран от Столичния общински съвет по предложение на кмета на Столичната община Васил Терзиев